# Путилино
Путилино (укр. Путилине) — село, относится к Новоайдарскому району Луганской области Украины. С 1 марта 2022 года контролируется Луганской Народной Республикой.
Население по переписи 2001 года составляло 57 человек. Почтовый индекс — 93533. Телефонный код — 6445. Занимает площадь 0,58 км². Код КОАТУУ — 4423181204.

## Местный совет
93533, Луганская обл., Новоайдарский р-н, с. Гречишкино, ул. Советская, 1.